# Len (rod)

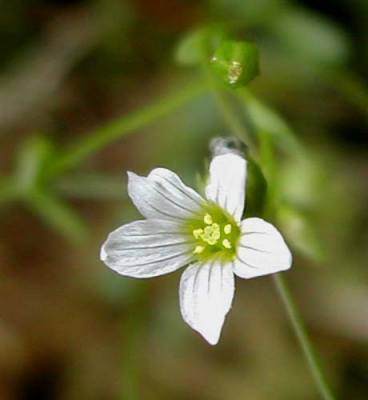
Len počistivý

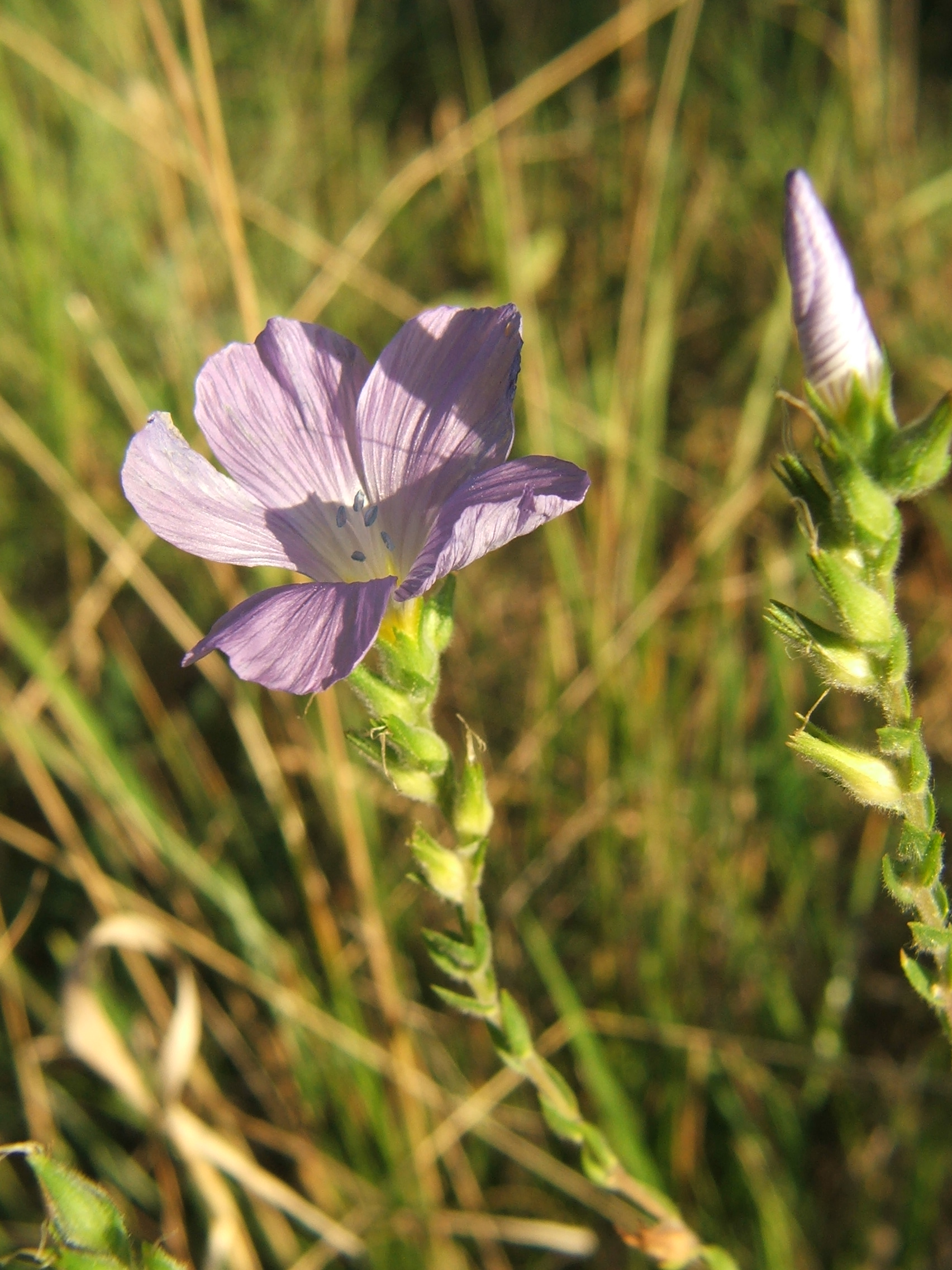
Len chlupatý

Len (Linum) je rod rostlin z čeledi lnovitých. Zahrnuje přibližně 200 druhů. Je rozšířen v celém mírném a subtropickém pásmu.

## Popis
Lny jsou jednoleté, dvouleté až vytrvalé byliny s přímou nebo vystoupavou lodyhou a přisedlými, nedělenými a celokrajnými listy. Květy na konci vidlanů jsou pětičetné, u většiny druhů jasně modré, řidčeji žluté, červené nebo bílé. Plod je pětipouzdrá tobolka s hladkými a plochými semeny. Některé druhy jsou mrazuvzdorné.

## Využití
Kromě lnu setého, staré užitkové rostliny s velkým hospodářským významem (vlákno, semeno), se lny pěstují jako okrasné rostliny.

## Zástupci
- len hlavatý (Linum capitatum)
- len chlupatý (Linum hirsutum)
- len počistivý (Linum catharticum)
- len rakouský (Linum austriacum)
- len setý (Linum usitatissimum), syn. len užitkový
- len tenkolistý (Linum tenuifolium)
- len velkokvětý (Linum grandiflorum)
- len vytrvalý (Linum perenne)
- len zvonkovitý (Linum campanulatum)
- len žlutý (Linum flavum)[3]